# San Tommaso Apostolo
San Tommaso Apostolo, även benämnd San Tommaso Apostolo all'Infernetto, är en kyrkobyggnad och titelkyrka i Rom, helgad åt den helige aposteln Tomas. Kyrkan är belägen vid Via Angelo Mariani i zonen Castel Fusano och tillhör församlingen San Tommaso Apostolo. Infernetto är ett område i Roms Municipio X.

## Historia
Kyrkan uppfördes åren 2010–2013 efter ritningar av arkitekten Marco Petreschi och konsekrerades år 2013. Denna kyrka ersatte då den närliggande, mindre kyrkan med samma namn, konsekrerad år 1957. Absiden har ett stort krucifix samt glasmålningar.

## Titelkyrka
Kyrkan stiftades som titelkyrka av påve Franciskus år 2015.
Kardinalpräster
- Pierre Nguyên Văn Nhon: 2015–